# Кузнєцова Марія Миколаївна

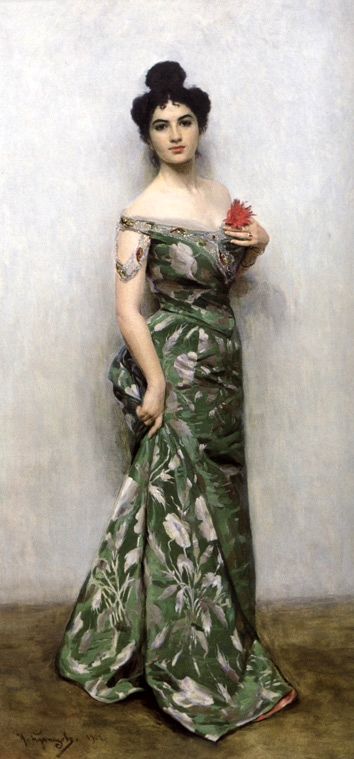
Микола Кузнецов «Портрет Марії Миколаївни Кузнєцової-Бенуа — доньки художника», (1901), полотно, олія — Санкт-Петербурзький музей театрального і музичного мистецтва

Марія Миколаївна Кузнєцова-Бенуа (1880, Одеса — 25 квітня 1966, Париж) — російська оперна співачка (сопрано) і танцівниця українського походження, солістка Маріїнського театру в 1905 — 1917 роках. Учасниця «Російських сезонів» Сергія Дягілєва.

## Життєпис
Марія Кузнєцова — донька відомого художника, академіка Миколи Кузнєцова, племінниця біолога Іллі Мечникова. У першому шлюбі — невістка Альберта Бенуа, у другому — Карепанова, у третьому шлюбі одружена з Альфредом Массне, промисловцем, племінником композитора Жюля Массне, правнучка публіциста і просвітителя Лева Неваховича .
З дитячих років Марія Кузнєцова росла в атмосфері, близькій до мистецтва, в будинку батьків бував Петро Чайковський. Навчалася в балетній школі, потім — співу в Петербурзі, спочатку у італійського педагога Марти, а потім у Іоакима Тартакова. З 1917 року жила у Франції. На оперній сцені дебютувала в 1904 році в Петербурзі (антреприза Олексія Церетелі). У 1905—1915 і в 1916—1917 роках — солістка петербурзького Маріїнського театру . Засновниця Російської приватної опери в Парижі .
Першим шлюбом одружена з Альбертом Альбертовичем Бенуа (1879, Петербург — 1930, Шанхай). Син від цього шлюбу: Бенуа Михайло Альбертович (2 жовтня 1926, Мальзерб) .

## Творчість
Перша виконавиця партій Февронії в опері Миколи Римського-Корсакова «Сказання про невидимий град Кітеж…» та Клеопатри в однойменній опері Жуля Массне.
Найкращі оперні партії:
- Антоніда («Життя за царя» Миколи Глінки, 23 листопада 1906 року з Іваном Єршовим та Федором Шаляпіним),
- Людмила («Руслан і Людмила» М. Глінки, 7 грудня 1908 і 30 вересня 1911 з Ф. Шаляпіним),
- Ольга («Русалка» Олександра Даргомижського, 18 грудня 1906 з Леонідом Собіновим та Федором Шаляпіним),
- Тамара («Демон» А. Рубінштейна, 30 грудня 1905, 26 січня 1907 і 18 грудня 1909 з Ф. Шаляпіним),
- Тетяна («Євгеній Онєгін» Петра Чайковського),
- Купава («Снігуронька» Миколи Римського-Корсакова),
- Джульєтта («Ромео і Джульєтта» Ш. Гуно),
- Кармен (одноіменна опера Жоржа Бізе, на думку критиків, була однією з найкращих на російській сцені),
- Манон Леско («Манон» Ж. Массне),
- Таїс (одноіменна опера Ж. Массне),
- Віолетта («Травіата» Джузеппе Верді),
- Чіо-Чіо-сан («Чіо-Чіо-сан» / «Мадам Батерфляй» Джакомо Пуччіні),
- Ельза («Лоенгрін» Ріхарда Вагнера).

Марія Кузнєцова багато концертувала. В 1918 році вона виступала разом з Георгієм Поземковським у Швеції. У камерному репертуарі співачки були твори зарубіжних, російських, українських композиторів, романси Петра Чайковського і Сергія Рахманінова, народні пісні.
Була також танцівницею, брала участь в «російських сезонах» Сергія Дягілєва . Епізодично брала участь в балетних виставах: в Петербурзі і Москві, в «Театрі на Єлисейських полях» (1914, балетна пантоміма «Легенда про Йозефа» / «Josephslegende» Ріхарда Штрауса). У 1920-х рр. в Парижі та Лондоні давала вечори іспанських танців (танцювала під власний акомпанемент на кастаньєтах, які проходили з великим успіхом; костюми шила за ескізами Л. Бакста).
Залишивши сцену, оселилася в Барселоні, де вела педагогічну роботу і була музичним радником місцевої опери. Останні роки жила в Парижі.